# José Bonifácio Novellino
José Bonifácio Ferreira Novellino (Cabo Frio, 14 de maio de 1945 – Cabo Frio, 17 de julho de 2023) foi um economista e político brasileiro, sendo um dos membros fundadores do Partido Democrático Trabalhista (PDT). Formado em Economia pela UFF, foi vereador e prefeito de Cabo Frio em três ocasiões: entre 1977 e 1982; 1993 e 1996; 2021 e 2023, quando perdeu a vida devido a um câncer no fígado. Também foi deputado estadual pelo Rio de Janeiro.
Foi também ex-presidente do PROCON-RJ e da Fundação Instituto de Pesca do Estado do Rio de Janeiro (FIPERJ), foi ainda diretor-geral do Departamento das Municipalidades do Governo do Estado do Rio de Janeiro, vice-prefeito de Arraial do Cabo, secretário municipal de Saúde em Arraial do Cabo, gerente regional da Companhia de Eletricidade do Estado do Rio de Janeiro (CERJ), superintendente regional do Ministério do Trabalho no Rio de Janeiro, subsecretário adjunto dos Direitos do Consumidor na Secretaria de Estado da Casa Civil. e secretário estadual de Desenvolvimento Regional, Abastecimento e Pesca do estado do Rio de Janeiro em 2014. Foi vice-presidente do Diretório Estadual do Partido Democrático Trabalhista (PDT) no Rio de Janeiro até 2023, o ano de sua morte.

## Biografia

### Infância e juventude

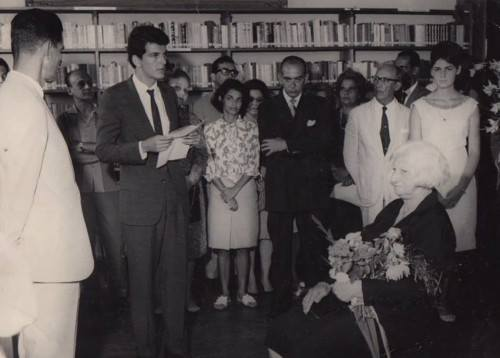
José Bonifácio Novellino lê poema para sua mãe, Olívia Ferreira Novellino, em ocasião da inauguração da Biblioteca Municipal Professor Walter Nogueira (1964).

José Bonifácio Ferreira Novellino, nascido em 14 de maio de 1945, na cidade de Cabo Frio, é filho de Alexis Pinto Novellino e Olivia Ferreira Novellino. Iniciou seus estudos no Colégio Sagrado Coração de Jesus, dirigido pelas irmãs franciscanas, onde concluiu o curso primário. Em 1957, ingressou no Seminário Arquidiocesano São José, em Niterói, permanecendo lá até o final de 1959, quando retornou a Cabo Frio. Posteriormente, continuou sua formação no Colégio Estadual Miguel Couto, concluindo o curso científico em 1964 como membro da primeira turma de formandos. Em 1960, participou ativamente da implantação da Rádio Cabo Frio AM, onde conquistou seu primeiro emprego com carteira assinada como locutor, permanecendo na emissora até 1962. Nesse ano, direcionou sua carreira ao setor bancário, desempenhando o papel de escriturário no Banco Mercantil de Niterói - Agência de Cabo Frio.
No ano de 1965, José Bonifácio Ferreira Novellino retornou a Niterói e integrou os quadros do Banco Predial do Estado do Rio de Janeiro - Filial Rio. Durante esse período, preparou-se para o vestibular na Universidade Federal Fluminense, sendo aprovado em 1966 para o curso de Economia. Sua trajetória no Banco Predial perdurou até 1969, quando, por meio de concurso público, ingressou no quadro de funcionários do Banco do Estado da Guanabara, onde permaneceu até 1971. Ao regressar a Cabo Frio, empreendeu ao abrir a Casa de Sucos "BONIF" e filiou-se ao partido MDB. O ano de 1972 marcou o início de sua vida pública, quando concorreu e foi eleito vereador na Câmara Municipal de Cabo Frio. Sua atuação foi notável, destacando-se durante aquela legislatura, o que levou seus companheiros de partido a indicá-lo para disputar o cargo de prefeito.

### Primeiro mandato (1977–1983)

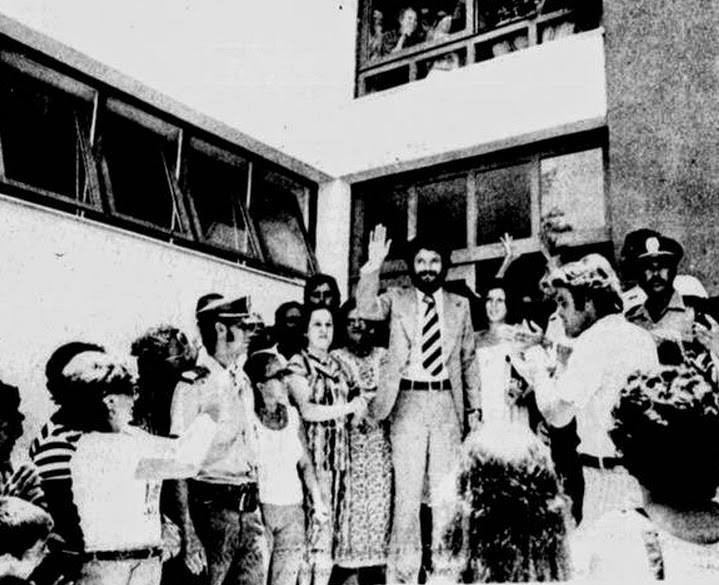
Primeira posse como Prefeito de Cabo Frio, em 1977

Em 1976, José Bonifácio Ferreira Novellino disputou contra mais cinco candidatos e foi eleito prefeito de Cabo Frio aos 31 anos, tornando-se um dos mais jovens na história do município. Durante seu mandato, priorizou a alocação dos escassos recursos municipais nas áreas de educação e saúde nos quatro distritos de Cabo Frio (Distrito Sede, Arraial do Cabo, Armação dos Búzios e Tamoios). Um marco significativo de sua gestão foi a elaboração de um ante-projeto de Lei de Uso e Ocupação do Solo Urbano por uma comissão mista de técnicos do município e do governo do estado, coordenada pela Professora Lyzia Bernardes. 
Destacam-se como realizações desse período:
- Construção da Escola Municipal Prof. Edilson Duarte;
- Construção da Escola Municipal Yone Nogueira (Arraial do Cabo);
- Compra do Colégio Rui Barbosa com a implantação gratuita do ensino de 2º grau na rede municipal;
- Construção da Rodoviária de Cabo Frio;
- Construção do Hospital do IBASCAF (atual São José Operário);
- Duplicação da Ponte Feliciano Sodré e da  Avenida Teixeira e Souza;
- Construção da Avenida Júlia Kubtichek;
- Realização periódica de concurso público para todas as áreas do governo, que até então majoritariamente aconteciam por indicação.

### Governo Leonel Brizola
Ao encerrar seu mandato em 31 de janeiro de 1983, retomou suas atividades ligadas ao comércio reabrindo sua casa de sucos. Em 1984, foi eleito presidente da Associação Comercial de Cabo Frio, desempenhando esse papel até 1986, quando foi nomeado diretor-geral do Departamento das Municipalidades do Governo do Estado do Rio de Janeiro pelo então governador fluminense Leonel Brizola. Antes de retornar a um cargo eletivo, o político também ocupou a posição de gerente regional da extinta Companhia de Eletricidade do Estado do Rio de Janeiro (CERJ). Nessa função, pôde implementar significativos investimentos na eletrificação rural e nas comunidades de baixa renda na Região dos Lagos com o Programa Uma Luz na Escuridão. Essa experiência contribuiu para o desenvolvimento sustentável e o acesso à energia em áreas anteriormente desfavorecidas. 

### Segundo mandato (1993–1996)
Nas eleições municipais de 1992, Bonifácio foi eleito para um segundo mandato como prefeito de Cabo Frio. Este período foi igualmente marcado pela expansão da rede municipal de ensino, estruturação da saúde pública e desenvolvimento da infraestrutura da cidade.
Algumas das realizações são:

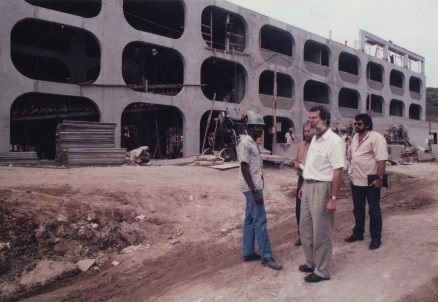
Prefeito acompanha obras da construção de CIEP

- Construção da Escola Municipal Prof. Darcy Ribeiro ( hoje Américo Vespúcio),
- Construção da Escola Agrícola Dr. Nilo Batista, em Tamoios;
- Construção da  Escola Municipal Vereador Emigdio Gonçalves Coutinho, em Búzios;
- Desapropriação da Fazenda Campos Novos e construção do Parque Agrícola de Exposições;
- Reativação e ampliação do Hospital do IBASCAF, passando a denominar-se Hospital Municipal São José Operário;
- Construção do Teatro Municipal;
- Construção do Novo Centro Administrativo (conhecido como "Centrinho"), onde hoje está instalado o Instituto Federal de Educação (IFF Cabo Frio);
- Asfaltamento da estrada Cabo Frio-Búzios.

### Deputado estadual
Nas eleições de 2002, José Bonifácio concorreu ao cargo de deputado estadual pelo Partido Democrático Trabalhista (PDT), tendo obtido 18.691 e garantido a primeira suplência da coligação PPS-PDT-PTB. Nas eleições municipais de 2004, Bonifácio também saiu vitorioso como vice, na chapa liderada por Henrique Melman para a Prefeitura de Arraial do Cabo. Contudo, em janeiro de 2005, Novellino tomou posse como deputado estadual após assumir a cadeira de um parlamentar da coligação que fora eleito prefeito nas eleições municipais de 2004. Na ALERJ, foi membro da Comissão Permanente de Orçamento e criou duas Comissões Especiais, uma sobre a privatização da BR-101 e da BR-393 e outra sobre a Terceirização dos Serviços de Coleta de Lixo no estado do Rio de Janeiro. Antes de assumir uma cadeira na ALERJ, o político fora Secretário de Saúde de Arraial do Cabo por um breve período. Como não foi reeleito deputado estadual nas eleições de 2006. Nesse mesmo período assumiu a 1ª. Vice-presidência da Executiva Estadual do PDT e em abril de 2007 com a ida do presidente Carlos Lupi para o Ministério do Trabalho, assume a presidência estadual do PDT. Bonifácio deixa o cargo legislativo em 31 de janeiro de 2007.

### Administração estadual

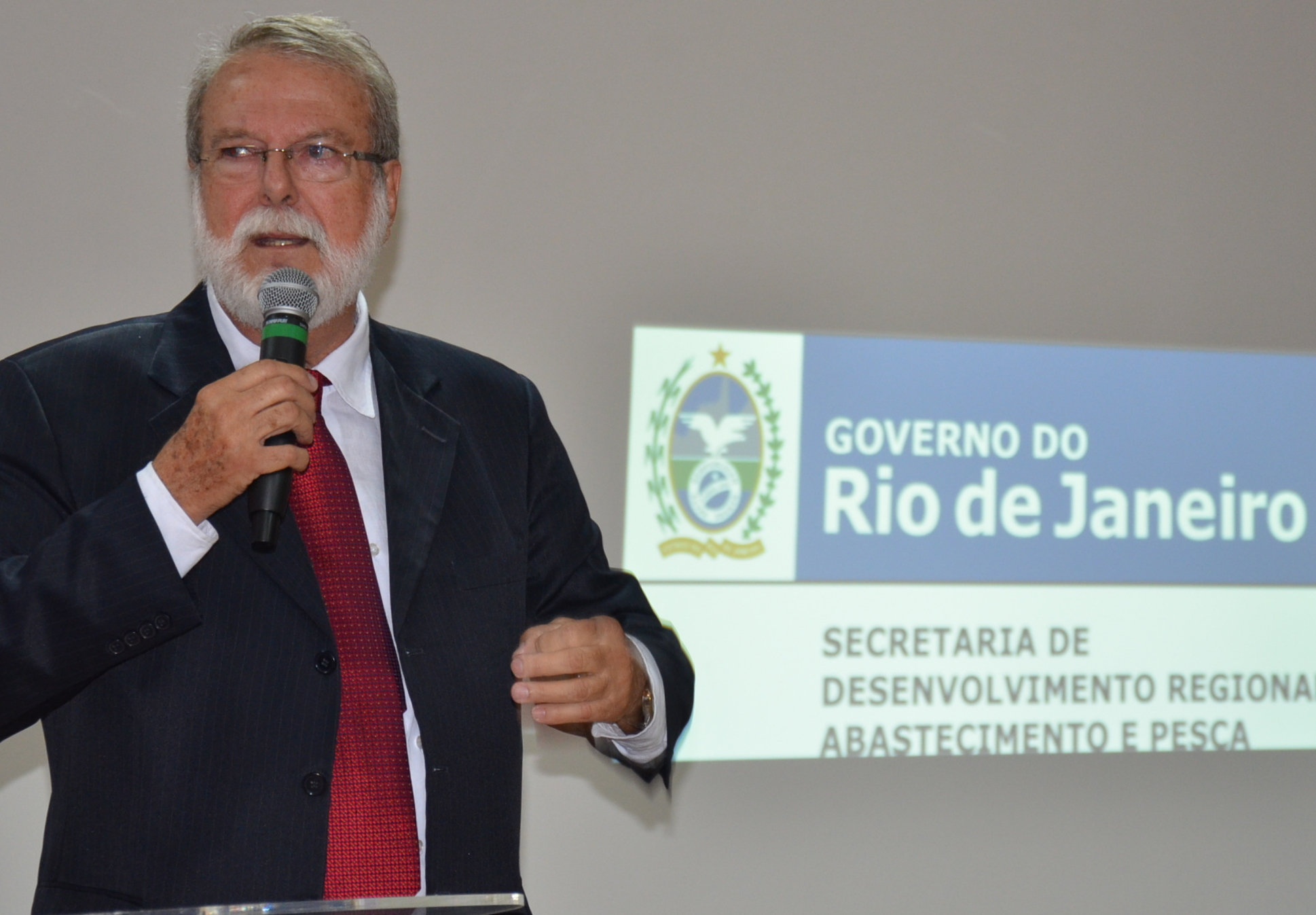
José Bonifácio Novellino em evento oficial do Governo do Estado do Rio de Janeiro.

Em julho de 2009, Bonifácio foi indicado pelo então ministro Carlos Lupi para ser superintendente regional do Ministério do Trabalho no estado do Rio de Janeiro, cargo que ocupou até março de 2010 e posteriormente entre novembro de 2010 e janeiro de 2011. Na função, implantou importantes medidas de melhoria no atendimento ao público e descentralizou as ações da Superintendência para diversas gerências regionais espalhadas pelo estado. No dia 4 de janeiro de 2011, tomou posse como subsecretário adjunto dos Direitos do Consumidor na Secretaria de Estado da Casa Civil. Em fevereiro do mesmo ano, José Bonifácio assumiu a direção do PROCON-RJ, função onde ficou encarregado em transformar a entidade em uma autarquia.
Em 1º de fevereiro de 2013, Bonifácio assumiu a presidência da Fundação Instituto de Pesca do Estado do Rio de Janeiro (FIPERJ), órgão cuja missão é promover o desenvolvimento sustentável da aquicultura e da pesca fluminense. No dia 7 de abril de 2014, o político cabofriense foi empossado como titular da extinta Secretaria de Estado de Desenvolvimento Regional, Abastecimento e Pesca (SEDRAP), cargo que exerceu até 31 de dezembro de 2014.

### Novas eleições
Nas eleições de 2018, José Bonifácio foi candidato a senador pelo estado do Rio de Janeiro pelo Partido Democrático Trabalhista (PDT). A candidatura do político foi aprovada no dia 7 de agosto de 2018 pelo Diretório Estadual do PDT. No pleito, Bonifácio obteve 313.265 votos (2,24% do total de votos válidos), não se elegendo ao cargo disputado.
Em 2 de dezembro de 2019, em uma coletiva de imprensa, anuncia sua pré-candidatura à prefeitura de Cabo Frio. Meses depois, 14 de fevereiro de 2020, o vereador Rafael Peçanha anuncia a desistência de sua candidatura e declara apoio a José Bonifácio, o que foi seguido por outros 4 pré-candidatos, anunciado em evento no dia 16 de setembro. Foram eles: Aquiles Barreto (PT), Cel. Ruy França (Cidadania), Jefferson Vidal (Avante) e Magdala Furtado (PODE), esta última compondo a chapa nas eleições de 2020 como candidata a vice-prefeita. Em razão das restrições impostas pela pandemia de COVID-19, sua campanha foi marcada por utilizar da bicicleta em pedaladas pelos bairros do município. 
Em 15 de novembro de 2020, José Bonifácio vence as eleições municipais de Cabo Frio, sendo eleito prefeito pela 3ª vez com 44.947 votos (44,75%), contra 33.920 (33,75%) do então deputado estadual Dr. Serginho (Republicanos).

### Terceiro mandato (2020–2023)
Logo no primeiro ano de governo, seu terceiro mandato foi marcado pela reestruturação financeira do município, parcelamento das dívidas da cidade e regularização do pagamento dos servidores municipais após sequência de atrasos. Implementou medidas importantes para a administração municipal, como a homologação de concurso e concessão de reajustes salariais aos servidores. Também se destacou pela igual representação entre homens e mulheres no primeiro e segundo escalão do governo e pela expressiva presença de pessoas negras nos cargos de gestão. Entre as políticas públicas implementadas se destacam:
- Criação da Moeda Itajuru, a primeira moeda social do município;[19]
- Expansão da Estratégia Saúde da Família;[20]
- Criação do Programa Cidadão em Construção,[21] com o oferecimento de vagas de jovem aprendiz na administração municipal;
- Criação da primeira linha de ônibus gratuita do município, no distrito de Tamoios[22];
- Oferecimento do serviço de transporte universitário gratuito para os estudantes do distrito.[23]

Em 2021, reabriu o Parque de Exposições da Fazenda Campos Novos e anunciou convênio com a Universidade Estadual do Norte Fluminense para a restauração de sua sede histórica. Foi responsável pela criação da sede do Parque Natural Municipal do Mico-Leão-Dourado, assim como a estruturação de seu plano de manejo. Reincorporou ao patrimônio municipal e restaurou o Palácio das Águias, após entendimento com o Banco Itaú que ocupava o prédio histórico, o transformando em um equipamento cultural. Também foram restaurados o deck do Boulevard Canal, a Ponte Feliciano Sodré e realizada a licitação que viabilizou a reforma do deck da Praia do Forte.

## Vida pessoal

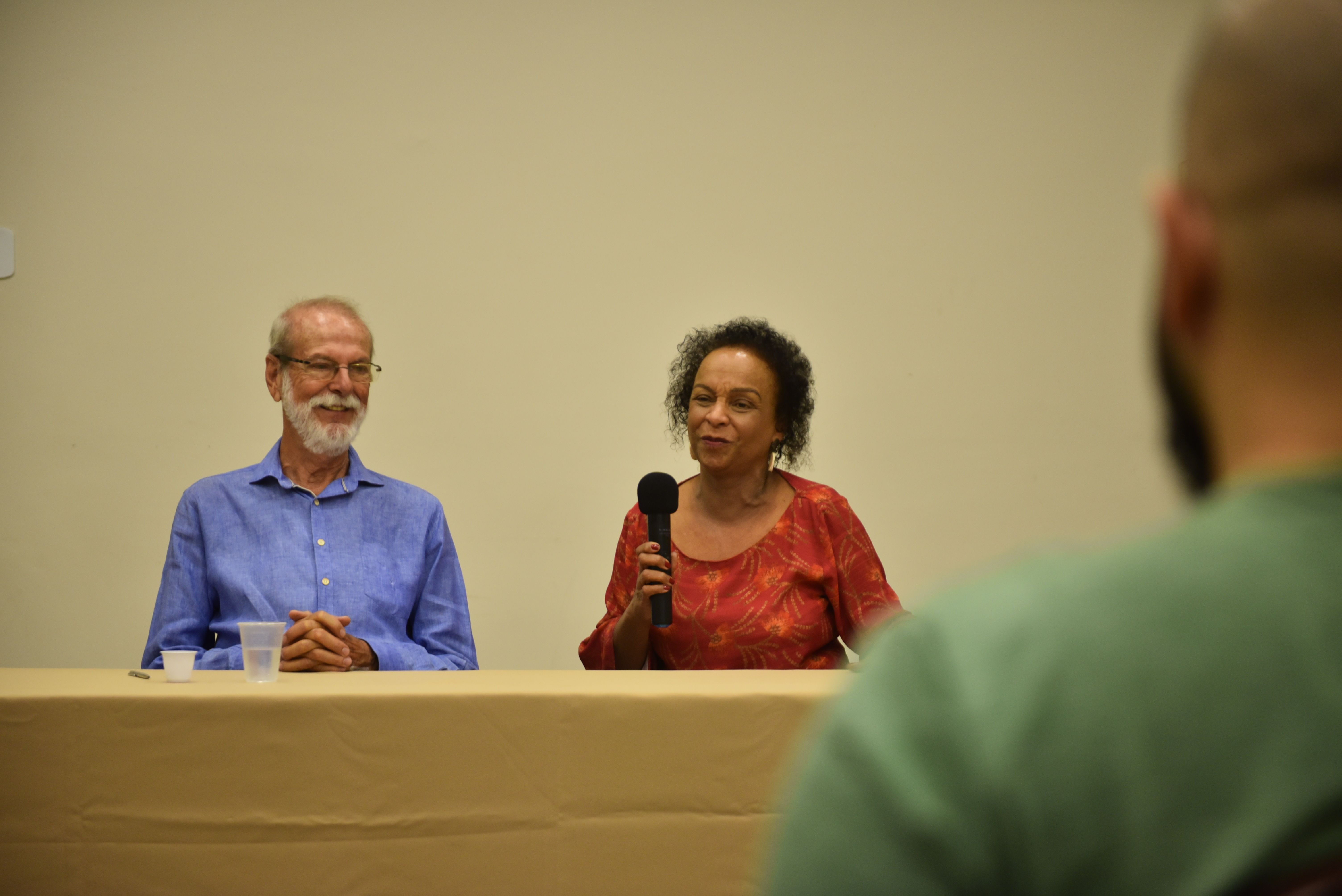
José Bonifácio e Ana Lucia Valladão

Foi casado com a médica Ana Lucia Valladão, e tem duas filhas de seu primeiro casamento: Daniele Medeiros Novellino e Juliana Medeiros Novellino.
Em 2018 foi diagnosticado com câncer no pâncreas. Iniciou assim o tratamento, que exigiu 12 sessões de quimioterapia, ocasionando a perda de aproximadamente 20 quilos. Em 2 de dezembro de 2019, na mesma coletiva em que foi confirmada sua pré-candidatura, José Bonifácio e sua esposa, Ana Lucia Valladão, anunciaram a sua cura do câncer e o restabelecimento da sua saúde. Contudo, a partir de 2022 a doença deu sinais de retorno.

### Morte
José Bonifácio faleceu no dia 17 de julho de 2023 em decorrência a um câncer de fígado. Anteriormente, chegou a ser internado por 10 dias no Complexo Hospitalar de Niterói para tratar a mesma doença, recebendo reforço nutricional combatendo os efeitos colaterais decorrentes das sessões de quimioterapia, recebendo alta no dia 10 de julho. Contudo, na mesma semana, pediu afastamento do serviço, e então a Câmara Municipal de Cabo Frio realizaria uma sessão extraordinária para aprovação do pedido de licença. A vice-prefeita Magdala Furtado assumiria o cargo de prefeita provisoriamente durante a licença médica de Bonifácio, mas com o falecimento do prefeito, tomou a posse no lugar deste.

#### Velório e sepultamento
Seu velório aconteceu no Palácio das Águias, prédio restaurado e reincorporado ao patrimônio público em sua gestão, e contou com a presença de nomes importantes da política nacional, como o vice-governador Thiago Pampolha, a deputada federal Benedita da Silva, o Ministro da Previdência Carlos Lupi, a deputada estadual Martha Rocha, o prefeito de Iguaba Grande, Vantoil Martins, o prefeito de Campos dos Goytacazes, Wladimir Garotinho, o prefeito de Niterói Axel Grael, o ex-prefeito de Niterói Rodrigo Neves, e os ex-prefeitos de Cabo Frio Alair Corrêa, Marquinho Mendes e Aquiles Barreto. O Governador do Rio, Cláudio Castro declarou luto oficial no estado. Após o velório, o corpo seguiu em cortejo pelas ruas do centro de Cabo Frio até a Matriz Histórica de Nossa Senhora da Assunção, onde foi celebrada a missa de corpo presente. Dezenas de políticos de diferentes orientações partidárias prestaram seu luto nas redes sociais. O corpo do prefeito encontra-se sepultado no Cemitério Municipal Santa Izabel.

## Prêmios e honrarias

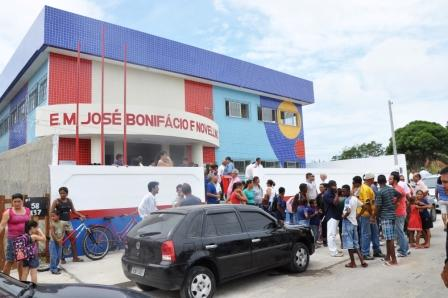
Escola Municipal José Bonifácio Ferreira Novellino, no bairro Jardim Peró, em Cabo Frio.

Recebeu diversas homenagens por sua atuação na esfera pública, em especial a nomeação da Escola Municipal José Bonifácio Ferreira Novellino, no Bairro Jardim Peró, em Cabo Frio. Após seu falecimento, o Governo Estadual anunciou que o Centro Tecnologia em construção no bairro Campos Novos será nomeado em homenagem ao ex-prefeito.

### Medalha José Bonifácio Novellino
Em 2023 a Câmara Municipal de Cabo Frio criou a Medalha José Bonifácio Novellino, entregue anualmente a pessoas que tenham desempenhado papel de destaque na educação, em reconhecimento do comprometimento do ex-prefeito com a pauta. A primeira congratulada com a homenagem foi Elicea da Silveira, Secretária de Educação de Cabo Frio nos dois governos do ex-prefeito (1997-1996 e 2021-2023).

### Homenagens de câmaras legislativas
Da Assembleia Legislativa do Estado do Rio de Janeiro:
- Medalha Tiradentes (2013).
- Diploma Leonel de Moura Brizola (2011).
- Moção de Congratulações (2009).

Da Câmara Municipal do Rio de Janeiro:
- Medalha Pedro Ernesto (2020).
- Título de Cidadão Carioca (2022).[35]

Da Câmara Municipal de São Pedro da Aldeia:
- Comenda do Mérito Legislativo (2002).
- Medalha do Mérito Brigadeiro Lafayette Cantarino Rodrigues de Souza (1999).

Da Câmara Municipal de Duque de Caxias:
- Título de Cidadão Duquecaxiense (2021)[36]

Da Câmara Municipal de Búzios:
- Título de Cidadão Buziano (1998).